# Leopold von Weigl
Leopold svobodný pán von Weigl  (německy Leopold Freiherr von Weigl) (7. ledena 1806 Vídeň – 28. října 1887 Baden u Vídně)

## Život
Generálmajor Weigl se narodil v roce 1806 ve Vídni. Po absolvování inženýrké akademie byl v roce 1824 převelen v hodnosti praporčíka k 31. pěšímu pluku. V roce 1828 byl převelen k 52. pěšímu pluku a ve stejném roce byl povýšen do hodnosti podporučíka. V roce 1843 byl povýšen do hodnosti Hauptman (kapitán). V roce 1848 byl povýšen do hodnosti major a v prosinci 1850 byl povýšen do hodnosti plukovníka u 62. pěšího pluku.